# Hidroxid de cadmiu
Hidroxidul de cadmiu este o bază alcătuită dintr-o grupare hidroxil și un atom de cadmiu. Formula sa chimică este Cd(OH)2. 
1. ↑  „Hidroxid de cadmiu”, ACMC-1CFOE (în engleză), PubChem, accesat în 14 octombrie 2016